# Opogona zygodonta
Opogona zygodonta är en fjärilsart som beskrevs av Edward Meyrick 1931. Opogona zygodonta ingår i släktet Opogona och familjen äkta malar. Inga underarter finns listade i Catalogue of Life.